# توموهیرو کاتایاما
توموهیرو کاتایاما (ژاپنی: 片山 智広؛ زادهٔ ۱۰ ژوئن ۱۹۷۶) یک بازیکن فوتبال اهل ژاپن است.
از باشگاه‌هایی که در آن بازی کرده‌است می‌توان به باشگاه فوتبال توکیو وردی اشاره کرد.